# I Got Plenty o’ Nuttin’
I Got Plenty o’ Nuttin’ (auch I Got Plenty o’ Nothin’) ist der Name einer Arie aus George Gershwins Folk-Oper Porgy and Bess, die er 1933–35 komponierte. Die Handlung stammt aus dem Roman Porgy von DuBose Heyward, der auch das Libretto der Oper abfasste und zusammen mit Georges Bruder Ira Gershwin als Urheber für die Liedtexte genannt wird. Die Arie gilt heute neben Summertime, It Ain’t Necessarily So und I Loves You, Porgy als eines der bekanntesten Lieder dieser Oper und auch als ein Evergreen.

## Musik
Die Musik dieser Arie ist, wie alle anderen der Oper, jazzgebunden. Sie steht in G-Dur und im 2/4-Takt. Das Orchestervorspiel bewegt sich leitereigen vom d bis zum viergestrichenen d, wobei in den Nebenstimmen sehr viele Quinten enthalten sind. Im Takt 5 setzten alle Streicher aus, sodass nur noch das Klavier zu hören ist, worauf schließlich die Gesangsstimme einsetzt. Bei längeren Haltetönen in der Gesangsstimme hat häufig die Klarinette ein kurzes, Blue Notes enthaltendes Zwischenspiel.
Häufig kommen Zwischendominanten vor, die kurzzeitig in eine andere Tonart überleiten, die jedoch schließlich durch eine Mediante wieder in die ursprüngliche Tonart enden.

## Text
Der Text der Arie handelt stets von der Einstellung Porgys gegenüber materiellen Dingen und deren Wert. Er zieht so beispielsweise zum Vergleich, dass die reiche Bevölkerung Schlösser an den Türen hat, dass ihr Besitz nicht gestohlen wird. Porgy hingegen hat nicht besonders viel, was gestohlen werden könnte, und falls sein Teppich von seinem Boden gestohlen wird, sei ihm das gleichgültig, denn die Dinge, auf die er Wert legt, sind die Sterne, die Sonne, der Mond, seine Freundin, sein Gott und sein Lied. Was auf den ersten Blick etwas sarkastisch wirkt, zeigt sich später als absolut ernstgemeinte Ansicht.

## Sprache
Bei der Sprache in der Arie handelt es sich um einen Dialekt der afro-amerikanischen Bevölkerung der Südstaaten, den Gershwin während einer zweijährigen Studienreise erforscht hat. So heißt es:
- De folks wid plenty o' plenty got a lock on de door ...
- Dey kin steal the rug from de floor, dat's okeh wid me
- I got my gal, got my song, got Hebben the whole day long

## Coverversionen
Frank Sinatra nahm den Song am 15. November 1956 auf, in einem Jazz-Arrangement von Nelson Riddle. Diese Fassung erschien 1957 auf dem Capitol-Album „A Swingin' Affair!“ Das war der Ausgangspunkt für zahlreiche weitere Einspielungen: Im gleichen Jahr nahmen Louis Armstrong und Ella Fitzgerald das Stück für ihr 1959 erschienenes Porgy & Bess-Album auf; 1958 folgte dann Sammy Davis junior. Eine erste instrumentale Interpretation des Titels findet sich auf dem Album The Jazz Soul of Porgy and Bess (1959), an dem Art Farmer, Bob Brookmeyer und Bill Evans beteiligt waren. Oscar Peterson spielte das Stück mehrfach, zunächst ebenfalls 1959 für ein Porgy & Bess Album ein. So nahm er es auch 1976 im Duo mit Joe Pass auf, wobei er Spinett spielte. Joe Henderson ging für das Stück 1997 mit John Scofield und Dave Holland ins Studio und spielte es 1997 auch regelmäßig auf seiner Europatournee und anschließend bei weiteren Auftritten (z. B. im Lincoln Center).
Im Bereich der klassischen Musik diente das Stück dem Pianisten und Organisten Wayne Marshall als Material für eine Orgelimprovisation (auf der CD Organ Improvisation, 2000). Das New Century Saxophone Quartet spielte das Stück auf seiner CD Main Street USA (1996). Beatrice und Maurice André interpretierten es auf ihrem Gershwin-Album, ebenso die Canadian Brass. Es existieren auch Arrangements des Stücks für Blasorchester, sowohl in Instrumentalfassungen als auch mit Gesangssolisten.